# 2-й Вирджинский кавалерийский полк
2-й Вирджинский добровольческий кавалерийский полк (2nd Virginia Volunteer Cavalry Regiment) представлял собой один из кавалерийских полков армии Конфедерации во время Гражданской войны в США. Полк прошёл все сражения на востоке от первого сражения при Булл-Ран до капитуляции при Аппоматтоксе.

## Формирование
Полк был сформирован в Линчберге как «30-й добровольческий полк» и его возглавил выпускник Вест-Пойнта, полковник Ричард Рэдфорд. Другой выпускник Вест-Пойнта, Томас Манфорд, стал подполковником. Роты полка были набраны в округах Элбемерл, Амхерст, Аппоматтокс, Бедфорд, Ботетот, Кэмпбелл и Франклин.
Полк имел следующий ротный состав:
- Рота A — Clay Dragoons, капитан Уильям Терри
- Рота B — Wise Troop, капитан Лэнгхорн
- Рота C — Boutetourt Dragoons, капитан Питцер
- Рота D — Franklin Rangers, капитан Хэйл
- Рота E — Amherst Mounted Rangers, капитан Уайтхэд
- Рота F — Bedford Southside Dragons, капитан Уильсон
- Рота G — Radford Rangers, капитан Рэдфорд
- Рота H — Appomattox Rangers, капитан Флуд
- Рота I — Campbell Rangers, капитан Александер
- Рота K — Albemarle Light Horse, капитан Дэвис

## Боевой путь
В мае 1861 года отдельные роты полка начали прибывать в северную Вирджинию, к Манассасу и Милфорд-Миллс. 11 мая прибыла рота К, 22 мая пришли роты C и D, а позже в июне — роты E, F, G, H и I. От Милфирд-Миллс роты разошлись по региону, обеспечивая разведку и охранение. 17 июня, ввиду наступления федеральной армии, роты B, C, G и H были отведены к Манасасу, к переправам Митчелл-Форд через реку Булл-Ран.
К моменту начала первого сражения при Булл-Ран полк назывался «30-й Вирджинский», насчитывал 676 человек, и его роты были распределены по отдельным пехотным бригадам. Роты A и I были приданы 7-й бригаде, роты B и D приданы 5-й бригаде, роты C и G приданы 1-й бригаде, рота E придана 4-й бригаде у Юлэкбернс-Форд, рота F придана 2-й бригаде, рота H придана 3-й бригаде, а рота K держалась в резерве в лагере Кэмп-Уигфолл. После сражения подполковник Манфорд участвовал в преследовании противника.
Лето и осень полк простоял в Фэирфаксе и Сентервилле. В октябре он был переименован в 2-й Вирджинский кавалерийский полк.